# Holly Hobbie és barátai
A Holly Hobbie és barátai (eredeti cím: Holly Hobbie and Friends) 2005-ben megjelent hatrészes amerikai 2D-s számítógépes animációs sorozat, amelyet eredetileg DVD-n adtak ki. Műfaját tekintve filmvígjáték-sorozat és kalandfilmsorozat. A sorozat részei Magyarországon szintén DVD jelentek meg a Mirax forgalmazásában, illetve televízióban először a Minimax tűzte műsorra 2009 nyarán.

## Ismertető
A főszereplő, Holly Hobbie, aki egy 10 éves kislány. Van egy öccse, Robby Hobbie, és van egy kiskutyája, Doodli. Van két barátnője, Carrie és Amy, akik a legjobb barátnői. Velük tölti ideje legtöbb részét. Szereti a kalandot, a mókát, és néha tervez magának saját formájú ruhát is.

## Szereplők
- Holly Hobbie – Szőke hajú, kék szemű lány, a sorozat főszereplője.
- Amy Morris – Vörös hajú, zöld szemű lány, Holly egyik legjobb barátnője.
- Carrie Baker – Fekete hajú, barna bőrű, fekete szemű lány, Holly másik legjobb barátnője.
- Robby Hobbie – Barna hajú, kék szemű fiú, Holly öccse.
- Kyle Morris – Barna hajú, barna szemű fiú, Robby barátja.
- Jessie néni – Barna hajú, kék szemű nő, Holly nagynénje.
- Joan Hobbie – Barna hajú, kék szemű nő, Holly anyukája.
- Dave bácsi – Őszülő fekete hajú, bajszos, szakállas, kék szemű bácsi, Holly nagybátyja.
- Gary Hobbie – Barna hajú, barna szemű férfi, Holly apukája.
- Davon – Fekete hajú, kék szemű nő, Holly kedves ismerőse, tortákat készít.
- Willie Scranton – Félig-meddig kopasz, ősz hajú, bajszos, fekete szemű bácsi, kissé mérgelődős.

## Szereposztás
| Szereplő               | Eredeti hang                                             | Magyar hang                                    |
| ---------------------- | -------------------------------------------------------- | ---------------------------------------------- |
| Holly Hobbie           | Alyson Stoner (1-4. rész) Nicole Bouma (5-6. rész)       | Pap Katalin Csuha Bori (énekhang)              |
| Amy Morris             | Liliana Mumy (1-4. rész) Maryke Hendrikse (5-6. rész)    | Púpos Tímea                                    |
| Carrie Baker           | Tinashe Kachingwe (1-4. rész) Dorla Bell (5-6. rész)     | Dögei Éva                                      |
| Robby Hobbie           | Jansen Panettiere (1-4. rész) Kelly Metzger (5-6. rész)  | Bartucz Attila                                 |
| Kyle Morris            | Paul Butcher                                             | Pálmai Szabolcs                                |
| Jessie Beech           | Rusty Schwimmer (1-4. rész) Heather Doerksen (5-6. rész) | Németh Kriszta                                 |
| Joan Hobbie            | Jane Lynch (1-4. rész) Saffron Henderson (5-6. rész)     | Mics Ildikó                                    |
| Dave Beech             | Diedrich Bader (1-4. rész) Brian Dobson (5-6. rész)      | Sótonyi Gábor                                  |
| Gary Hobbie            | Rob Paulsen (1-4. rész) Ian Corlett (5-6. rész)          | Turi Bálint                                    |
| Willie Scranton        | Dee Bradley Baker                                        | Versényi László Csuha Lajos (énekhang)         |
| Minnie                 | Jane Lynch (1-4. rész) Ellen Kennedy (5-6. rész)         | Bókai Mária (énekhang) Némedi Mari (5-6. rész) |
| Davon                  | Kim Mai Guest                                            | Simon Dóra                                     |
| Tad                    | Rob Paulsen                                              | Szűcs Péter Pál                                |
| Cesar                  | Eli Vargas                                               | Sörös Miklós                                   |
| Bud Morris             | Bill Mumy                                                |                                                |
| Teresa Morris          | Molly Hagan                                              | Kiss Virág Magdolna                            |
| Carolyn Baker          | Dawnn Lewis                                              | Tóth Szilvia                                   |
| Kelly Deegan           | LeAnn Rimes                                              | Fésűs Bea                                      |
| Joey Deegan            | Spencer Ganus                                            | Seder Gábor                                    |
| Paul Deegan            | Harrison Fahn                                            | Előd Botond                                    |
| Whitman polgármester   | Maurice LaMarche                                         | Rudas István                                   |
| Andy Lieberman         | Maurice LaMarche                                         | Sörös Miklós                                   |
| Annabelle Crow         | Marion Ross                                              | Bókai Mária                                    |
| Jim Bidderman          | Michael McShane                                          | Péter Richárd                                  |
| Mr. Valcucci           | Rob Paulsen                                              | Sörös Miklós                                   |
| Hanz                   | Ian Corlett                                              | Haagen Imre                                    |
| Portia                 | Kathleen Barr                                            | Mezei Kitty                                    |
| K.T. McGee             | Kathleen Barr                                            | Bogdányi Titanilla                             |
| Nathan                 | Kelly Metzger                                            | Markovics Tamás                                |
| Rebecca "Becca" Howell | Kathleen Barr                                            | Fésűs Bea                                      |
| Mrs. Dorfman-Gonzales  | Ellen Kennedy                                            | Agócs Judit                                    |

## Magyar változat
A szinkront a Mirax megbízásából a Masterfilm Digital készítette. Forgalmazza a Mirax.
- Magyar szöveg: Csányi Zita, Katona László
- Hangmérnök: Józsa Levente
- Gyártásvezető: Kovács Mariann
- Szinkronrendező: Hirth Ildikó
- Felolvasó: Bozai József

## Epizódok
| # | Eredeti cím          | Magyar cím                        | Magyar cím            | Rendezte     | Írta                          | Eredeti premier                                     | Magyar premier |  |
| # | Eredeti cím          | DVD cím                           | Bemondott cím         | Rendezte     | Írta                          | Eredeti premier                                     | Magyar premier |  |
| --- | -------------------- | --------------------------------- | --------------------- | ------------ | ----------------------------- | --------------------------------------------------- | -------------- |  |
| 1. | Surprise Party       | Szülinapi party                   | Meglepetés buli       | Mario Piluso | Kate Boutilier, Eryk Casemiro | 2006. február 10. (TV) 2006. március 7. (DVD)       | 2008           |  |
| Holly családjával Cloverbe utazik, hogy meglepetés partit szervezzen Jessie néni szülinapjára. Közben barátaival megvicceli Robby-t azzal, hogy gabonakört vágnak a vén Scranton kukoricaföldjébe, amiről Robby és Kyle azt hiszi, hogy idegenek csinálták őket.                |                      |                                   |                       |              |                               |                                                     |                |  |
| |                      |                                   |                       |              |                               |                                                     |                |  |
| 2. | Christmas Wishes     | Holly Hobbie karácsonyi kívánsága | Karácsonyi kívánságok | Mario Piluso | Kate Boutilier, Eryk Casemiro | 2006. október 24. (DVD) 2006. november 13. (TV)     | 2008           |  |
| Holly és barátai részt vesznek a karácsonyi darabban és segítenek a Deegan családnak megünnepelni a karácsonyt. Eközben Robby és Kyle Mikulásnak öltözve próbálnak pénzt keresni.                                                                                               |                      |                                   |                       |              |                               |                                                     |                |  |
| |                      |                                   |                       |              |                               |                                                     |                |  |
| 3. | Secret Adventures    | Titkos kalandok                   | Titkos kalandok       | Mario Piluso | Kate Boutilier, Eryk Casemiro | 2007. február 17. (TV) 2007. február 20. (DVD)      | 2008           |  |
| Holly, Amy és Carrie segítenek Holly anyukájának és Jesse néninek fanedvet gyűjteni a család híres juharszirup receptjéhez. Amikor véletlenül kiöntik, félnek elmondani az igazat.                                                                                              |                      |                                   |                       |              |                               |                                                     |                |  |
| |                      |                                   |                       |              |                               |                                                     |                |  |
| 4. | Best Friends Forever | Igaz barátok mindörökké           | Örökké barátok        | Mario Piluso | Kate Boutilier, Eryk Casemiro | 2007. szeptember 7. (TV) 2007. szeptember 18. (DVD) | 2008           |  |
| Holly és barátai találkoznak Annabelle Crow-val, a városi boszorkánnyal, aki valójában egy kedves idős hölgy. Amikor megtudják, hogy Annabelle házát lebontják, kitalálják a módját, hogy megmentsék.                                                                           |                      |                                   |                       |              |                               |                                                     |                |  |
| |                      |                                   |                       |              |                               |                                                     |                |  |
| 5. | Inside Out           | Mesés divatbemutató               | Az igazi szépség      | Mario Piluso | Mario Piluso, Brenda Piluso   | 2008. augusztus 12. (DVD)                           | 2009           |  |
| 5. | Hats Off             | Mesés divatbemutató               | Sapkák                | Mario Piluso | Mario Piluso, Brenda Piluso   | 2008. augusztus 12. (DVD)                           | 2009           |  |
| Holly és városi barátja, Portia Cloverbe látogatnak, hogy részt vegyenek egy könyvtári aukción. Portia azonban gonoszul kezd viselkedni Amy-vel és Carrie-vel. / Amy és Carrie meglátogatják Hollyt New York-ban, de Carrie-nek honvágya lesz a vidék iránt.                    |                      |                                   |                       |              |                               |                                                     |                |  |
| |                      |                                   |                       |              |                               |                                                     |                |  |
| 6. | Cover Girl           | Bámulatos átalakulás              | Ne ítélj a borítóról  | Mario Piluso | Mario Piluso, Brenda Piluso   | 2009. február 3. (DVD)                              | 2009           |  |
| 6. | Reboot               | Bámulatos átalakulás              | Újraindítás           | Mario Piluso | Mario Piluso, Brenda Piluso   | 2009. február 3. (DVD)                              | 2009           |  |
| Holly Cloverbe költözik, de amikor elkezdi az iskolát, egy másik osztályba kerül, mint Amy és Carrie. Az osztályban Holly találkozik egy K.T. nevű félénk lánnyal. / Holly, Amy és Carrie arra biztatják új barátjukat, K.T.-t, hogy mutassa be ötletét az iskolai nyílt napon. |                      |                                   |                       |              |                               |                                                     |                |  |
| |                      |                                   |                       |              |                               |                                                     |                |  |